# Estación de Faqirwali
Estación de Faqirwali (en urdu: فقیر والی ریلوے اسٹیشن‎, en punyabí: فقیر والی ریلوے اسٹیشن) es una estación de tren que se encuentra en Faqirwali, Pakistán. Está administrada por el ministerio Wazarat-e-Railway.
Actualmente se encuentra cerrada.